# سفارت عربستان سعودی در واشینگتن
سفارت عربستان سعودی در واشینگتن دی سی اصلی‌ترین و بزرگ‌ترین نمایندگی دیپلماتیک عربستان سعودی در ایالات متحده است. واقع در واشینگتن، دی سی، در محله فاگی باتم، نزدیک مجتمع واترگیت و مرکز کندی واقع شده‌است.

## سفرا

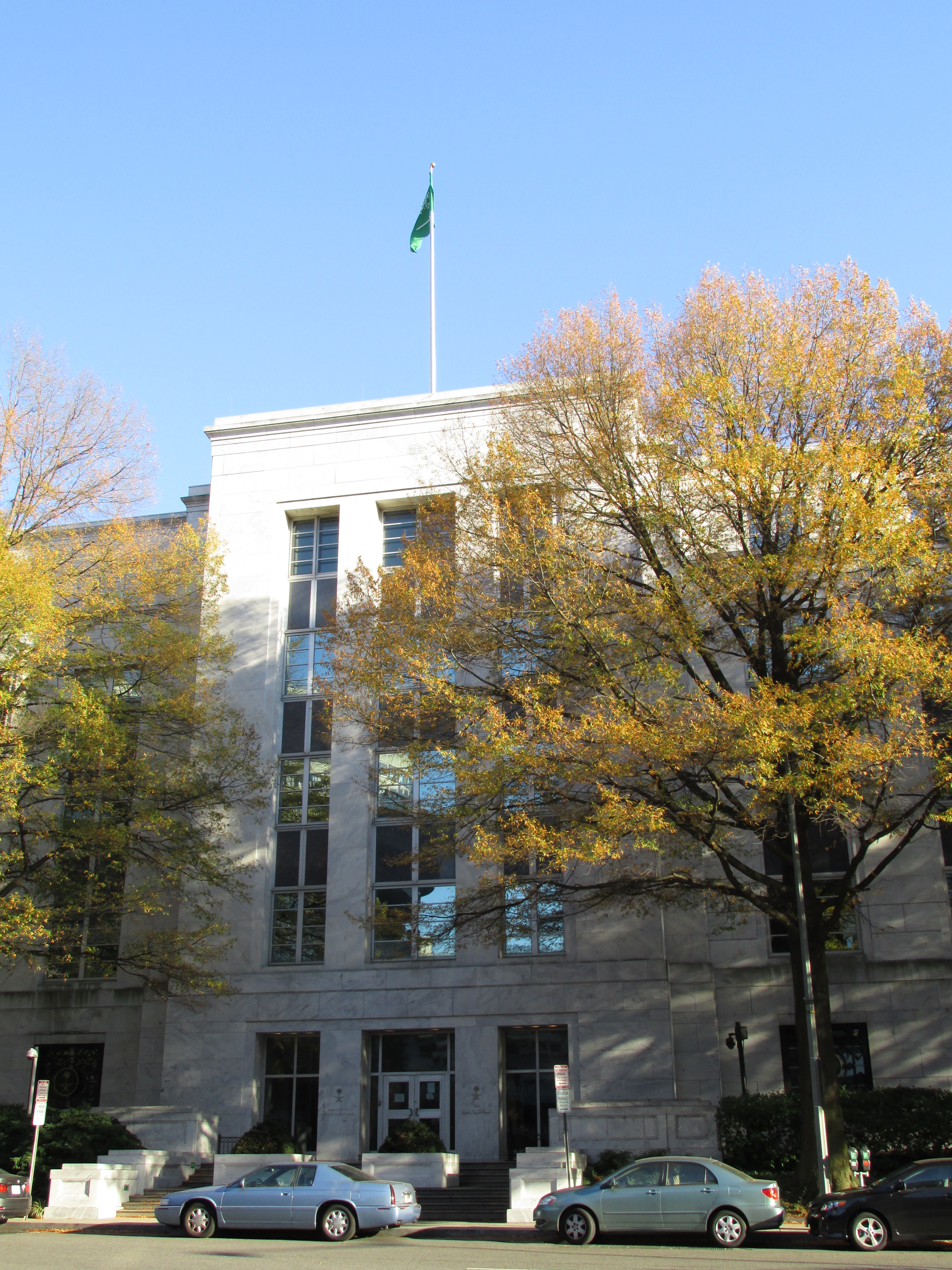
سفارت عربستان سعودی در واشینگتن دی سی

| تصدی                    | نام (انگلیسی)                   | خاندان سعود | منابع |
| ----------------------- | ------------------------------- | ----------- | ----- |
| ۲۰۱۹–اکنون              | ریما بنت بندر آل سعود           | آره         | [ ۲ ] |
| ۲۰۱۹–۲۰۱۷               | خالد بن سلمان                   | آره         | [ ۳ ] |
| اکتبر ۲۰۱۵ - آوریل ۲۰۱۷ | عبدالله بن فیصل بن ترکی         | آره         | [ ۴ ] |
| ۲۰۰۷ - اکتبر ۲۰۱۵       | عادل الجبیر                     | خیر         |       |
| ۲۰۰۷–۲۰۰۵               | ترکی بن فیصل                    | آره         |       |
| ۱۹۸۳–۲۰۰۵               | بندر بن سلطان                   | آره         |       |
| ۱۹۷۹–۱۹۸۳               | فیصل بن عبدالعزیز               | خیر         |       |
| ۱۹۷۵–۱۹۷۹               | علی علیرضا                      | خیر         |       |
| ۱۹۶۴–۱۹۷۵               | ابراهیم بن عبدالله بن عبدالعزیز | خیر         | [ ۵ ] |
| ۱۹۵۴–۱۹۶۴               | عبدالله الخیال                  | خیر         |       |
| ۱۹۴۵–۱۹۵۴               | اسد الفقیه                      | خیر         |       |

## خیابان جمال خاشقجی
در سال ۲۰۲۱، پس از ترور جمال خاشقجی، روزنامه‌نگار عربستانی، کمیسیون محله مشورتی 2A به تغییر نام خیابان مقابل سفارت، خیابان نیوهمپشایر شمال غربی، به «راه جمال خاشقجی» رأی داد.

## جستارهای وابسطه
- روابط عربستان سعودی و ایالات متحده